# Clotilde Silvestre de Sacy
 (avril 2018).
Si vous disposez d'ouvrages ou d'articles de référence ou si vous connaissez des sites web de qualité traitant du thème abordé ici, merci de compléter l'article en donnant les références utiles à sa vérifiabilité et en les liant à la section « Notes et références ».

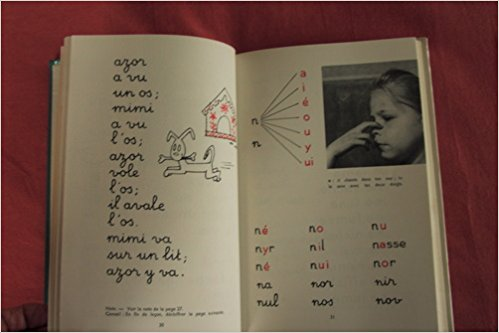
[https://www.bien-lire.net/ Bien lire et Aimer lire - 1960

Clotilde Silvestre de Sacy, née le 3 octobre 1907 à Paris où elle est morte le 18 novembre 1991, issue de la famille Silvestre de Sacy, est une pédagogue française.

## Biographie
Elle a enseigné en établissement primaire entre 1924 et 1957. Elle a également dirigé un jardin d'enfants à Paris et reçu le diplôme d’orthophonie en 1967.
Elle est l’auteure du manuel Bien lire et Aimer lire (1re édition en 1960) et du recueil de textes complémentaire à la méthode (1re édition en 1963). Ces ouvrages adaptent la méthode Borel-Maisonny à l'enseignement général de la lecture, et non plus seulement à la rééducation orthophonique. Il s'agit d'une méthode syllabique, phonétique et gestuelle, où chaque phonème est associé à un geste, ce qui favorise notamment la mémorisation chez les enfants.
« Au début de ma carrière j’ai travaillé et essayé les méthodes existantes : aucune ne m’a donné entière satisfaction, il y avait toujours quelques enfants qui me quittaient sans savoir vraiment lire et je me heurtais à l’opposition des parents et de la direction quand je demandais à prolonger l’apprentissage. Puis j’ai eu la chance de rencontrer Madame Borel-Maisonny et de travailler avec elle. Elle a créé une méthode pour les sourds et les enfants atteints de troubles de la parole et du langage. Comme Madame Montessori l’avait fait, j’ai eu l’idée d’appliquer cette méthode dans mes classes »[réf. incomplète].
Entre 1946 et 1972, elle collabore avec Suzanne Borel-Maisonny. À partir de 1952, cette dernière lui confie régulièrement un nombre important d’enfants dyslexiques à prendre en groupes et ceci est à l’origine de la création de son école spécialisée.
Elle fonde (avec Suzanne Borel-Maisonny et Suzanne de Séchelles) et dirige à partir de 1957 le Centre de Rééducation Dyslexie-Dysorthographie à Paris, dans lequel travaille du matin au soir une centaine d'enfants dyslexiques et dysorthographiques sévères. En 1975, ce centre devient le centre Franchemont, qui est toujours en activité, sous le statut actuel d'externat médico-pédagogique.
À partir des années 1960, Clotilde Silvestre de Sacy collabore comme conseillère pédagogique des Éditions Sociales Françaises. De 1965 à 1978, elle collabore également à la revue Pomme d’Api (relecture et contrôle pédagogique, adaptations de textes).

## Publications[8]
- Bien lire et aimer lire, ESF éditeur, 1960 (1re édition), avec préface de Suzanne Borel-Maisonny
- Avec Suzanne de Séchelles, Lecture, base de l’orthographe, ESF éditeur, 1962 (1re édition)
- Bien lire et aimer lire, recueil méthodique des premiers textes courants, ESF éditeur, 1963 (1re édition)
- Avec Suzanne de Séchelles, Du langage à l’orthographe, travail sur les homophones, ESF éditeur, 1965 (1re édition)
- Avec Suzanne de Séchelles, Grammaire et langage, langage oral, langage écrit - Livre 1, ESF éditeur, 1974 (1re édition)
- Avec Suzanne de Séchelles, Rééducation de l'orthographe, manuel de perfectionnement et de rééducation, ESF éditeur, 1979 (1re édition)
- Articles dans la revue Éducation
- Articles sur l’éducation dans Le Petit Écho de la mode